# Блах, Веслав
Веслав Блах (род. 25 марта 1962, Ополе) — польский дзюдоист, чемпион и призёр чемпионатов Польши и Европы, призёр чемпионата мира, победитель и призёр международных турниров, участник летних Олимпийских игр 1988 года в Сеуле и 1992 года в Барселоне. 
Выступал в лёгкой весовой категории (до 71 кг). В 1982 году, на первом же для себя чемпионате Польше, стал чемпионом страны. Всего на чемпионатах страны завоевал 8 золотых и по две серебряных и бронзовых медали. В 1985 году Блах стал бронзовым призёром чемпионата мира, а на следующий год завоевал медаль того же достоинства на чемпионате Европы. В 1987 году стал чемпионом Европы, а в 1990 году завоевал ещё одну бронзу европейского первенства. В 1984 году стал бронзовым призёром турнира по дзюдо «Дружба-84». На Олимпиаде 1988 года занял 19-е место, а на Олимпиаде 1992 года стал седьмым.

## Выступления на чемпионатах Польши
- Чемпионат Польши по дзюдо 1982 года — ;
- Чемпионат Польши по дзюдо 1983 года — ;
- Чемпионат Польши по дзюдо 1984 года — ;
- Чемпионат Польши по дзюдо 1985 года — ;
- Чемпионат Польши по дзюдо 1986 года — ;
- Чемпионат Польши по дзюдо 1987 года — ;
- Чемпионат Польши по дзюдо 1988 года — ;
- Чемпионат Польши по дзюдо 1989 года — ;
- Чемпионат Польши по дзюдо 1990 года — ;
- Чемпионат Польши по дзюдо 1990 года —  (абсолютная категория);
- Чемпионат Польши по дзюдо 1991 года — ;
- Чемпионат Польши по дзюдо 1992 года — ;